# Novoplàtnirovskaia
Novoplàtnirovskaia - Новоплатнировская (rus) - és una stanitsa del krai de Krasnodar, a Rússia. Es troba a la vora del riu Txelbas, a 24 km al sud de Leningràdskaia i a 122 km al nord de Krasnodar, la capital.
Pertany a aquesta stanitsa el khútor de Lénina.